# José García Martínez (político)
José García Martínez (n. 1850) fue un político y farmacéutico español.

## Biografía
Nacido en 1850, era farmacéutico de profesión.
Adscrito al Partido Liberal, fue concejal en el Ayuntamiento de Córdoba. Entre enero de 1906 y marzo de 1907 fue alcalde de Córdoba. Dimitió el 4 de marzo de 1907, siendo sustituido por Antonio Pineda de las Infantas. Volvería a desempeñar las funciones de alcalde, por segunda vez, entre 1909 y 1912. Durante estos años también desempeñó otros cargos, llegando a ser presidente de la Real Sociedad Económica de amigos del País de Córdoba.
En las elecciones generales de 1923 obtuvo acta de diputado por el distrito de Córdoba.